# Відстань між прямими
Якщо в просторі аналітично задано дві прямі:
перша пряма проходить через точку {\displaystyle \ p_{1}} в напрямку {\displaystyle \ v_{1};}
друга пряма проходить через точку {\displaystyle \ p_{2}} в напрямку {\displaystyle \ v_{2}.}
Для спрощення формул позначимо через {\displaystyle \ w=p_{2}-p_{1}.}

## Відстань між прямими
Знайдемо вектор перпендикулярний до обох прямих:
{\displaystyle \ n=v_{1}\times v_{2}}
- Якщо {\displaystyle \ n} дорівнює нулю, то прямі є паралельними і відстань між ними рівна:

{\displaystyle d={\sqrt {|w|^{2}-{\frac {\langle w,v_{1}\rangle ^{2}}{|v_{1}|^{2}}}}}} (див. відстань від точки до прямої).
- Якщо ні, тоді відстань рівна:

{\displaystyle d={\frac {\langle w,n\rangle }{|n|}}.}

## Найближна точка до іншої прямої
Точка першої прямої, що знаходиться найближче до другої прямої:
{\displaystyle {\acute {p_{1}}}=p_{1}+{\frac {\langle k,w\rangle }{\langle k,v_{1}\rangle }}v_{1},\qquad k=n\times v_{2}=v_{1}-\mathbf {proj} _{v_{2}}(v_{1}).}